# San Pedro Limón
San Pedro Limón es una localidad del Estado de México, ubicado en el municipio de Tlatlaya en el extremo suroeste de la entidad.

## Localización y demografía
San Pedro Limón se encuentra localizada en el extremo suroeste del Estado de México en el municipio de Tlatlaya, sus coordenadas geográficas son 18°34′55″N 100°18′12″O / 18.58194, -100.30333 y tiene una altitud de 662 metros sobre el nivel del mar. La zona donde se localiza es de orografía intrincada y montañosa caracterizada por la Sierra Madre del Sur y se localiza muy cercana a los límites con el estado de Guerrero.
Su principal vía de comunicación es la carretera estatal 2 del Estado de México que hacia el norte la comunica con otras comunidades del Estado de México como Temascaltepec y la capital estatal, Toluca de Lerdo y hacia el sur la une con el estado de Guerrero a través de la Carretera Federal 51 y con poblaciones como Iguala de la Independencia.
De acuerdo al Censo de Población y Vivienda de 2010 realizado por el Instituto Nacional de Estadística y Geografía, la población total de San Pedro Limón es de 2 722 habitantes, de los cuales 1 288 son hombres y 1 434 son mujeres.

## Historia
La población que hoy es San Pedro Limón era inicialmente llamada solo San Pedro, pero por un bando municipal del Ayuntamiento de Tlatlaya con fecha del 16 de septiembre de 1973 se le modificó su denominación a quedar en San Pedro Limón.
El 30 de junio de 2014 en las afueras de San Pedro Limón fueron localizados los cuerpos de 22 presuntos delincuentes muertos, de acuerdo a la versión oficial, en un enfrentamiento con el Ejército Mexicano. La naturaleza del enfrentamiento y el hecho de que pudiera constituir una ejecución extrajudicial han sido cuestionados por entidades como la Comisión Nacional de los Derechos Humanos y la Comisión Interamericana de Derechos Humanos.